# Bromacil
Bromacil es un compuesto orgánico conocido comercialmente como un tipo de herbicida. Fue registrado como pesticida en los Estados Unidos en 1961. Se utiliza principalmente en el control de malezas en zonas no cultivadas ya que inhibe la fotosíntesis teniendo absorción rápida a través de las raíces de las plantas. También es muy eficaz para combatir las hierbas perennes y en la eliminación selectiva de hierbas en los cultivos de piña y cítricos. Uno de los principales fabricantes de este producto a nivel mundial es la compañía DuPont.

## Seguridad
El bromacil es ligeramente tóxico, puede causar irritación en los ojos, en la piel y en las vías respiratorias. Es mortal si se llega a ingerir, puede causar mareos, náuseas y vómito.

## Ecología
El producto es muy tóxico para organismos acuáticos. Se degrada por hidrólisis presentando una vida media aproximada de 2 meses, su movilidad en el suelo es moderada y es un producto persistente. Su dosis letal media es de 36 mg/l para trucha arcoíris, 121 mg/l para pulga de agua y 2250 mg/kg en codorniz.